# Casa de Cimadevilla
El palacio de los Marqueses de San Féliz o casa de Cimadevilla es un antiguo palacio e iglesia ubicado en Ciaño, en el concejo asturiano de Langreo. Sufrió distintas transformaciones para adecuarla al actual uso como residencia de ancianos Asilo Hogar Virgen del Carbayu, gestionada desde 2015 por Mensajeros de la Paz''.

## Historia
En su origen fue una casona de tres plantas de estilo barroco asturiano cuyas raíces se enclavan en la familia de La Buelga, el linaje más destacado de Ciaño y que construyeron también la Casa de La Buelga y la Casa de Los García Ciaño. Más tarde perteneció a los Marqueses de San Féliz, los cuales la donaron en el siglo XX para la asistencia de pobres y ancianos de la zona, regentado por una orden de hermanas religiosas.

## Arquitectura

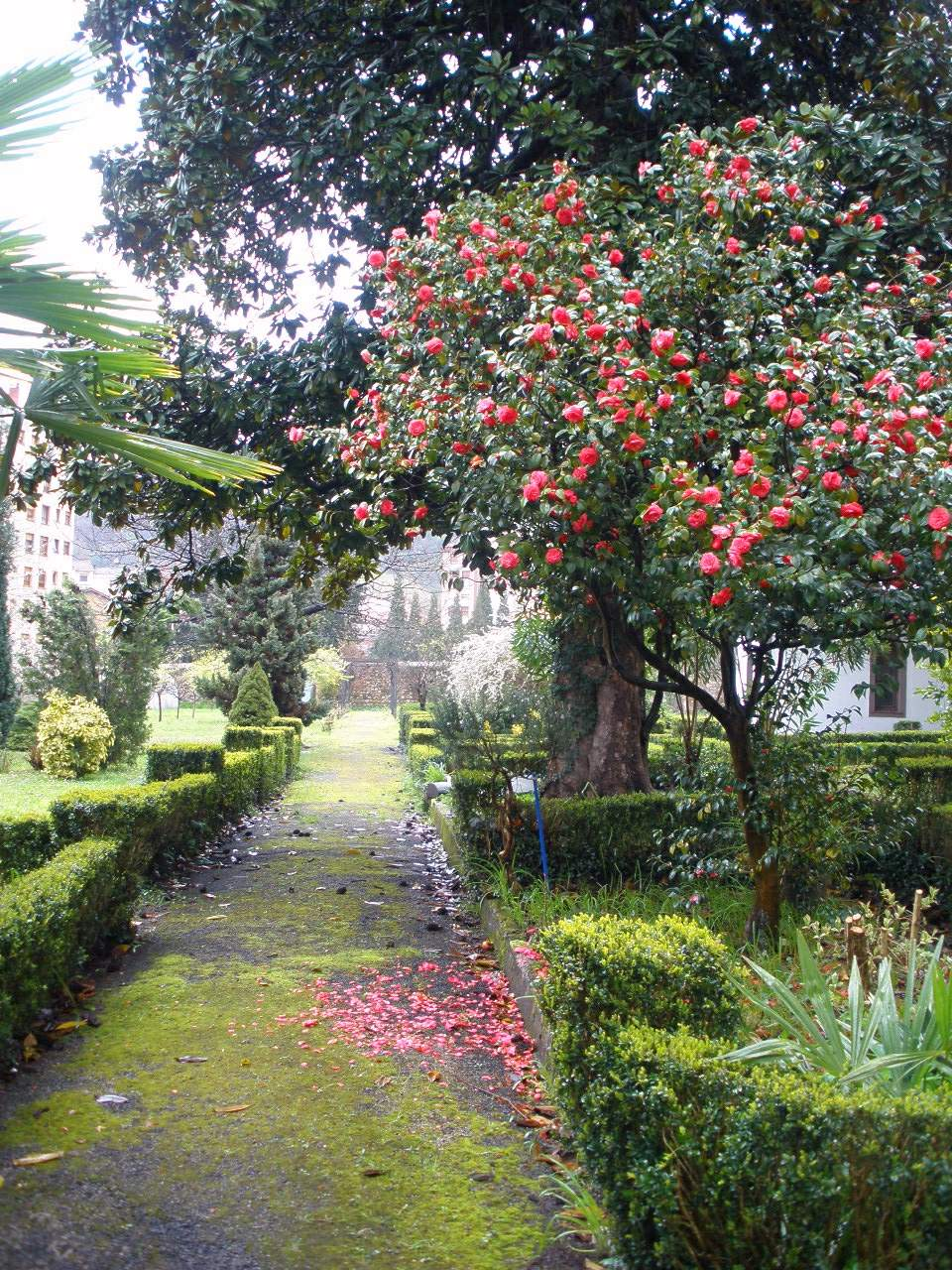
Jardines

Con el paso de los años se fueron acometiendo numerosas reformas hasta concebir su aspecto actual, en forma de U, contando además con una capilla anexa y jardines, cercados por un muro de mampostería con dos accesos monumentales. Destaca la entrada realizada a base de una abertura en arco carpanel en sillar, rematada lateralmente en dos gruesas volutas. En el centro se eleva un cuerpo a modo de ático con hornacina y frontón partido, con el vértice triangular, que contiene un escudo y dos pináculos al estilo barroco.
En el patio se encuentra una capilla neogótica, en cuya una de sus fachadas aparece la fecha de 1889 aunque fue reconstruida en 1945. En el panteón de la misma están enterrados los marqueses de San Féliz. Tiene dos escudos, uno con flores de lis de los Argüelles y el otro con cuarteles de los Ciaño, San Frechoso y Valdés.
La portada de la capilla, realizada en sillar, se estructura en un arco apuntado formado por molduras y motivos florales que enmarca tres rosetones. En el hastial se encuentra otro rosetón y se remata con pináculos. La puerta es adintelada.
En el interior se conservan dos retablos barrocos de escuela castellana. Alberga también una réplica de la Virgen del Carbayu, patrona de Langreo, que fue retirada del ayuntamiento en 2016.
En la finca se observa una casa adosada al muro, probablemente del siglo XIX por su arquitectura de carácter industrial, que perteneció a los guardeses del palacio.
Existe otra construcción de ladrillo y arcos apuntados anexa al palacio de la cual se desconoce su función.
El complejo fue calificado como Bien de Interés Cultural en 1995.